# Tregole National Park
Tregole National Park är en park i Australien. Den ligger i delstaten Queensland, omkring 600 kilometer väster om delstatshuvudstaden Brisbane. Tregole National Park ligger 456 meter över havet. Arean är 76 kvadratkilometer.
Trakten runt Tregole National Park är nära nog obefolkad, med mindre än två invånare per kvadratkilometer..
Omgivningarna runt Tregole National Park är i huvudsak ett öppet busklandskap. Genomsnittlig årsnederbörd är 512 millimeter. Den regnigaste månaden är januari, med i genomsnitt 91 mm nederbörd, och den torraste är april, med 7 mm nederbörd.